# Riccardo Brutschin
Riccardo Brutschin (* 23. Juli 1992 in Waiblingen) ist ein deutscher Automobilrennfahrer. Er ist der Sohn des ehemaligen Rennfahrers Harald Brutschin.

## Karriere
Brutschin begann seine Motorsportkarriere 2001 im Kartsport und war bis 2008 in dieser Sportart aktiv. 2009 wechselte er in den Formelsport und trat in der ADAC-Formel-Masters an. Für TNB startend beendete er die Saison auf dem 17. Gesamtrang. 2010 wechselte Brutschin in den deutschen Formel-3-Cup und ging für Stromos ArtLine an den Start. Wegen fehlendem Budget war er zunächst nur in der Lage, in der internen Trophy-Wertung anzutreten. Mit 12 Trophy-Siegen aus 18 Rennen gewann er diese Wertung. Beim Saisonfinale startete er in der Cup-Wertung, die er auf dem 21. Platz abschloss. 2011 bestritt Brutschin seine zweite Saison in der deutschen Formel 3. Nachdem er die ersten vier Rennwochenenden für Performance Racing gefahren war, wechselte er zur sechsten Veranstaltung zu HS Engineering. Am Saisonende lag er auf dem 13. Gesamtrang.
2012 wechselte Brutschin in den GT-Sport. Er absolvierte je zwei Rennen in der FIA-GT3-Europameisterschaft und der ADAC GT Masters sowie drei Rennen in der Blancpain Endurance Series.

## Statistik

### Karrierestationen
| - 2001–2008: Kartsport - 2009: ADAC-Formel-Masters (Platz 17) - 2010: Deutsche Formel 3 (Platz 21) | - 2011: Deutsche Formel 3 (Platz 13) - 2012: FIA-GT3-Europameisterschaft (Platz 20) - 2012: ADAC GT Masters | - 2012: Blancpain Endurance Series, GT3 Pro/Am |